# Gobicyon
 Gobicyon — вимерлий рід хижих ссавців з родини амфіціонових, із Центральної Азії пізнього міоцену 13.6–11.6 млн років. Скам'янілості були виявлені в північному Китаї